# Мозжухина, Лидия Алексеевна
Лидия Алексеевна Мозжухина (29 декабря 1928, село Большая Поляна, Мордовский округ — 18 декабря 2016, Москва) — советская и российская цирковая артистка, иллюзионистка, почётный член Лондонского магического круга, народная артистка РСФСР.

## Биография
Лидия Алексеевна Мозжухина (урождённая Литфия Абубакировна Ляпина) родилась 29 декабря 1928 года в селе Большая Поляна Мордовского округа. Занималась балетом в художественной самодеятельности.
С 1951 года выступала в паре с партнёром мужем Юрием Мозжухиным. Они по очереди демонстрировали иллюзионные трюки. В 1956 году впервые показали фокус с двумя цыплятами, которые неожиданно появляются в зажжённой лампочке. В качестве иллюзионного реквизита, оформленного в стиле хохломы, использовали вёдра, коромысло, матрёшек, самовар. Большинство их иллюзионных трюков являлись авторскими.
В одном из номеров из пустой стеклянной коробки извлекали горжетку из меха чёрно-бурой лисицы, которая внезапно превращается в живую лису. Приготовление номера продолжалось 6 лет. Первую дрессированную лисицу выкрали для меха. Впоследствии артисты держали лисицу в уголке Дурова. В другом номере из небольшого ведра доставали большую хрустальную вазу, а затем огромный самовар. Выступали так легко и непринуждённо, что создавали впечатление весёлой игры.
Приехав в Москву, выступали в программе эстрадного театра сада имени Баумана. Стали участниками первой советской программы для работы на шведской эстраде.
С 1956 года много гастролировали за рубежом, побывали в странах Западной и Восточной Европы, США, в Африке, Латинской Америке, Центральной и Юго-Восточной Азии.
Жили на улице Усиевича в Москве. Актриса умерла 18 декабря 2016 года. Похоронена на Троекуровском кладбище (3 участок, 1 ряд) рядом с мужем.

### Семья
- Муж — цирковой артист, иллюзионист Юрий Александрович Мозжухин (1922—1993), народный артист РСФСР.

## Награды и премии
- Почётный член Лондонского магического круга (en:The Magic Circle; 1958).
- Заслуженная артистка РСФСР (11.10.1979)[2].
- Народная артистка РСФСР (21.06.1988).